# Revolución keynesiana

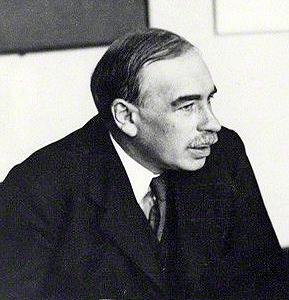
John Maynard Keynes.

La Revolución keynesiana fue una modificación fundamental de la teoría económica sobre los factores que determinan los niveles de empleo en la economía en general. La revolución estaba en contra de la teoría entonces ortodoxa en el ámbito económico: la economía neoclásica.

## Etapas

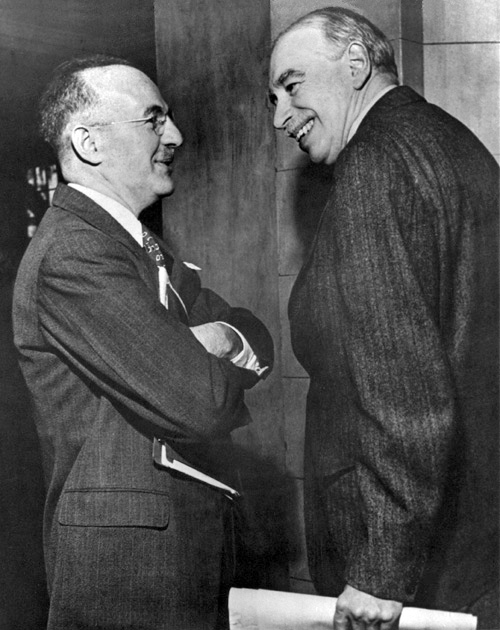
White y Keynes en la creación del FMI en 1946

La primera etapa de la Revolución keynesiana tuvo lugar en los años posteriores a la publicación de la Teoría General de Keynes en 1936. La comprensión neoclásica del empleo se vio reemplazada por la opinión de Keynes de que la demanda, y no la oferta, es el factor determinante de los niveles de empleo. Esto proporcionó a Keynes y sus partidarios una base teórica para argumentar que los gobiernos deberían intervenir para aliviar el grave desempleo. Después de 1937, rápidamente se inició un proceso para reconciliar los planteamientos de Keynes con el antiguo sistema para formar la economía neokeynesiana, una mezcla de economía neoclásica y economía keynesiana. El proceso de mezclar estas escuelas se conoce como la síntesis neoclásica, y la economía neokeynesiana se puede resumir como "keynesiana en macroeconomía y neoclásica en microeconomía".
A partir de 1980 se impuso el monetarismo auspiciado por el profesor Milton Friedman de Chicago para resolver el problema de la estanflación y que patrocinaba políticas clásicas de libre mercado. El fracaso de estas políticas condujo a la vuelta a las políticas neokeynesianas a partir de la crisis de las puntocom del 2000.
El aumento del escepticismo sobre el consenso del mercado libre fue impulsado por la crisis financiera asiática de 1997 y la burbuja Dot-com. La crisis financiera de 2007-08 vio un resurgimiento del interés en la economía keynesiana, el resurgimiento keynesiano de 2008-09.

## Contexto histórico

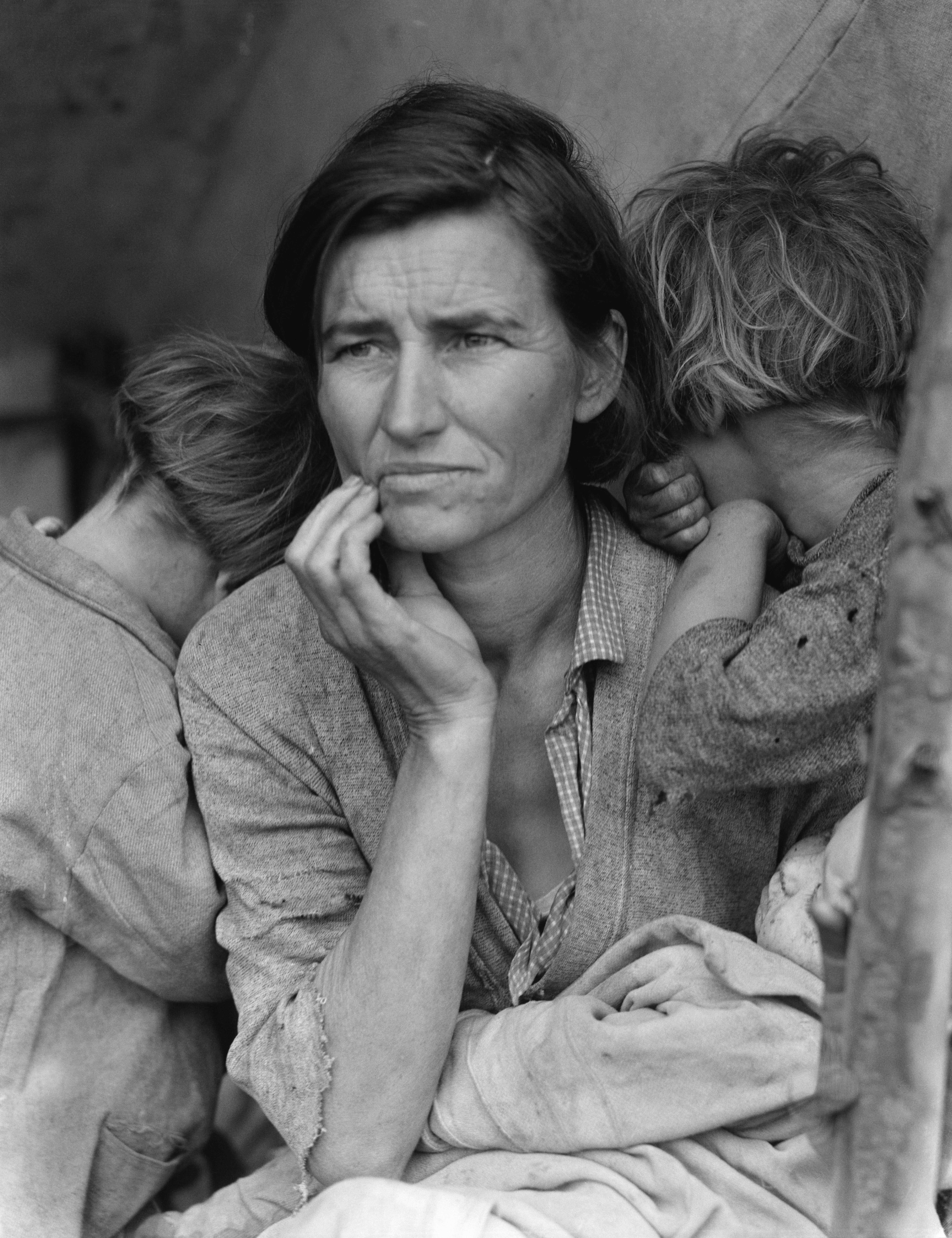
Lange. Imagen de la Gran Depresión de los años 30.

La revolución fue principalmente un cambio en las opiniones económicas dominantes y en la provisión de un marco unificado: muchas de las ideas y prescripciones de política propugnadas por Keynes tenían precursores ad hoc en la escuela subconsumista de la economía del siglo XIX, y se practicaron algunas formas de estímulo gubernamental en la década de 1930 en Estados Unidos sin el marco intelectual del keynesianismo.

Gráfico de la Renta per cápita en la Gran Depresión en diferentes países.

El cambio de política central fue la propuesta de que la acción del gobierno podría cambiar el nivel de desempleo, a través del gasto deficitario (estímulo fiscal) como obras públicas o reducciones de impuestos y cambios en las tasas de interés y la oferta monetaria (política monetaria). Hasta ese momento la opinión del Tesoro era que la acción del gobierno no podía cambiar el nivel de desempleo.
La fuerza motriz fue la crisis económica de la Gran Depresión y la publicación en 1936 de la Teoría General del Empleo, el Interés y el Dinero por John Maynard Keynes, que John Hicks reelaboró en un marco neoclásico, particularmente el modelo IS / LM de 1936 / 37. Esta síntesis se popularizó en la academia estadounidense en el influyente libro de texto Economía, de Paul Samuelson, desde 1948 en adelante, y llegó a dominar el pensamiento económico posterior a la Segunda Guerra Mundial en los Estados Unidos. El término "Revolución keynesiana" se usó en el texto de 1947 La revolución keynesiana del economista estadounidense Lawrence Klein. En los Estados Unidos, la Revolución keynesiana fue inicialmente combatida activamente por los conservadores durante el macartismo y acusada de comunismo, pero finalmente una forma de economía keynesiana se convirtió en la corriente principal, sobre todo a través de la influyente figura de John K. Galbraith.
La revolución keynesiana ha sido criticada por varios motivos: algunos, particularmente la escuela del agua dulce y la escuela austríaca, que argumentan que la revolución fue equivocada e incorrecta. Por contraste, otras escuelas de economía keynesiana, notablemente la economía poskeynesiana, argumentan que la revolución "keynesiana" ignoró o distorsionó muchas de las ideas fundamentales de Keynes, y no fue lo suficientemente lejos.

## Teoría del empleo

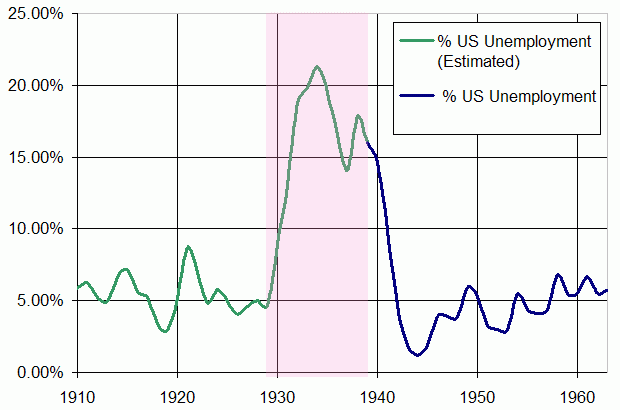
Desempleo en EE. UU. 1910-1960

Un aspecto central de la revolución keynesiana fue un cambio en la teoría sobre los factores que determinan los niveles de empleo en la economía en general. La revolución se estableció contra el marco económico clásico ortodoxo y su sucesora, la economía neoclásica, que, con base en la Ley de Say, sostenía que, a menos que prevalecieran condiciones especiales, el mercado libre establecería naturalmente un equilibrio de pleno empleo sin necesidad de intervención gubernamental. Este punto de vista sostenía que los empleadores podrían obtener ganancias empleando a todos los trabajadores disponibles siempre que los trabajadores bajaran sus salarios por debajo del valor de la producción total que podían producir, y la economía clásica suponía que en un mercado libre los trabajadores estarían dispuestos para disminuir sus demandas salariales en consecuencia, porque son agentes racionales que preferirían trabajar por menos que enfrentar el desempleo.

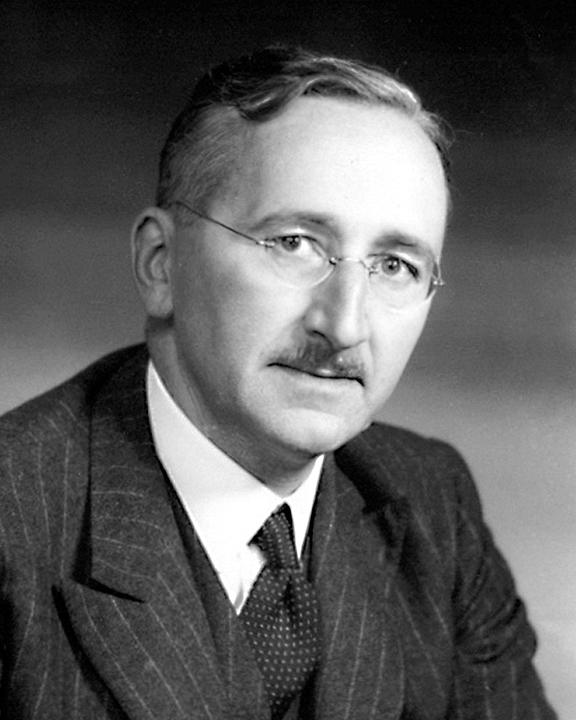
Friedrich Hayek.

F. D. Roosevelt 1944.

Keynes argumentó que tanto la Ley de Say como la suposición de que los actores económicos siempre se comportan racionalmente son simplificaciones engañosas, y que la economía clásica solo era confiable al describir un caso especial.

## Otras "revoluciones" en economía

### Antes de Keynes

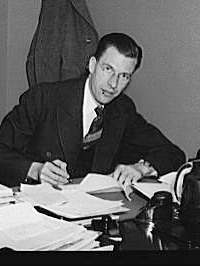
John Kenneth Galbraith 1944

El profesor Harry Johnson ha escrito que la economía en su forma moderna puede verse como el comienzo de la Revolución Smithiana contra el mercantilismo. Antes de Keynes hubo otros cinco desarrollos importantes en el pensamiento económico lo suficientemente rápidos como para ser caracterizados como revoluciones, especialmente la ricardiana. Otra revolución notable es la revolución marginalista, que se toma como referencia para marcar la transición de la economía clásica a la economía neoclásica en la década de 1870.
Nótese sin embargo que en la práctica económica, a diferencia de la teoría económica, el comportamiento de las naciones industrializadas en el siglo XIX ha sido frecuentemente descrito como nacionalismo económico mercantilista, como en la Escuela Americana de la práctica económica estadounidense del siglo XIX .

### Después de Keynes

#### Monetarismo
El ascenso del monetarismo, particularmente en la década de 1970, mediante el trabajo de Milton Friedman, se considera el siguiente gran cambio en la teoría y la práctica económicas dominantes, y en ocasiones se ha descrito como la "revolución monetarista". La estanflación de la década de 1970 condujo a una pérdida de influencia de la economía keynesiana clásica, y las continuas tensiones entre la economía keynesiana y la economía neoclásica condujeron en la década de 1970 a la división entre la economía neokeynesiana y la nueva macroeconomía clásica; también se les conoce como escuela del agua salada y escuela de agua dulce, debido a las universidades estadounidenses con las que están asociadas. En la economía del desarrollo, este período se conoce como el período del Consenso de Washington, y la expansión económica de los años 1980, 1990 y principios de 2000 se ha denominado La gran moderación.
Dentro de la academia, el punto más alto de la economía de mercado libre posterior a la Segunda Guerra Mundial se produjo en la década de 1990, y varios economistas del mercado libre ganaron el Premio Nobel.

## Trasfondo
Cuando Keynes publicó su Teoría general en 1936, la influencia de la economía de libre mercado en la formulación de políticas ya había disminuido sustancialmente en comparación con la ascendencia casi indiscutida que había disfrutado en Gran Bretaña durante los años 1840-1860. A mediados de la década de 1930, gran parte del primer y segundo mundo ya estaba bajo el dominio del comunismo o el fascismo, e incluso los EE. UU. se apartaron de la ortodoxia económica con el New Deal. Sin embargo, no hubo un declive correspondiente para la economía neoclásica en el ámbito académico. De acuerdo con el historiador económico Richard Cockett, dentro de la academia, el prestigio de la economía de libre mercado todavía estaba cerca de su zenit, incluso en la década de 1920.

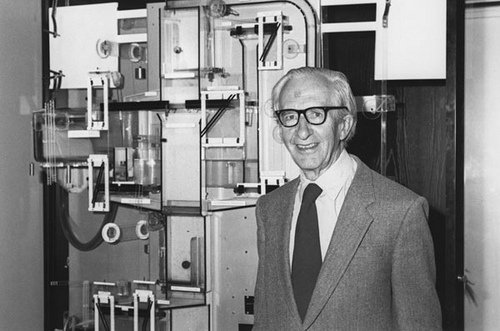
James Meade. Premio Nobel

En la década de 1930, la economía neoclásica comenzó a ser desafiada dentro de la academia, aunque al principio por varias escuelas diversas que, aparte del marxismo, tenían principalmente una influencia local, como la escuela de Estocolmo en Suecia o los teóricos de los precios administrados. En 1930, Keynes tenía cuarenta y pocos años, y en octubre se publicó su Tratado sobre el dinero. Fue criticado por Ralph Hawtrey, Dennis Robertson y Friedrich Hayek. Sin embargo, el llamado "Circo", formado por Richard Kahn, James Meade, Piero Sraffa, Joan Robinson y Austin Robinson, comenzó un seminario para examinar el Tratado. Keynes no asistió a estos seminarios, pero Kahn lo informó de sus discusiones.
Keynes fue poco influenciado por los diversos economistas heterodoxos de la década de 1930, su teoría general fue escrita en gran medida en un marco marshalliano, aunque con algunos puntos importantes de disidencia, como la idea de que el ahorro excesivo puede ser perjudicial para la economía en general. Keynes afirma que cuando los ahorros superan las oportunidades de inversión disponibles, ello hace imposible que las empresas en su conjunto obtengan ganancias, por lo que se producirán despidos y un aumento del desempleo. En el capítulo 23 de la Teoría general Keynes traza la génesis de esta idea, en los pensadores mercantilistas de los tres siglos anteriores, en la Fábula de las abejas y el economista disidente J.A. Hobson con su Fisiología de la industria (1889).

## El curso de la revolución keynesiana
Colander y Landreth, en 1996, argumentan que la revolución keynesiana tiene tres componentes: una revolución política, una revolución teórica (o intelectual) y una revolución de los libros de texto.

### Orígenes
"El capitalismo es la creencia asombrosa de que el más malvado de los hombres hará la más malvada de las cosas para el mayor bien de todos".
   John Maynard Keynes
Robert Skidelsky escribió que la motivación de Keynes para la revolución surgió del fracaso de la economía británica para recuperarse de su recesión posterior a la Primera Guerra Mundial en la forma predicha por la economía clásica. Durante la década de 1920 el desempleo británico se mantuvo en niveles históricamente altos que no se habían visto desde breve período posterior a las Guerras Napoleónicas. Skidelsky señala una conferencia de diciembre de 1922 en el Instituto Británico de Banqueros donde Keynes señaló que los salarios ya no caían con los precios en la moda clásica, debido en parte al poder de los sindicatos y la "rigidez" salarial. Keynes recomendó la intervención del gobierno como la cura para el desempleo en esta circunstancia, una posición de la que nunca se desvió, aunque debía refinar su pensamiento sobre qué tipo de intervención funcionaría mejor. Para el Dr. Peter, la revolución se puede ver como amaneciendo en 1924, que fue cuando Keynes comenzó a defender las obras públicas como un medio por el cual el gobierno podía estimular la economía y combatir el desempleo.

### Revolución Intelectual
La teoría revolucionaria de Keynes se estableció en su libro Teoría general del empleo, el interés y el dinero, comúnmente referido por el título abreviado Teoría general. Mientras trabajaba en el libro, Keynes escribió a George Bernard Shaw, diciendo: "Creo que estoy escribiendo un libro sobre teoría económica que revolucionará en gran medida, no lo supongo de inmediato, sino en el transcurso de los próximos diez años, la forma en que el mundo piensa en los problemas económicos ... No me limito a esperar lo que digo, en mi opinión estoy seguro." El profesor Keith Shaw escribió que este grado de confianza en sí mismo era sorprendente, especialmente considerando que llevó más de cincuenta años para que la revolución newtoniana ganase reconocimiento universal; pero también que la confianza de Keynes estaba plenamente justificada. John Kenneth Galbraith ha escrito que la Ley de Say dominó el pensamiento económico antes de Keynes durante más de un siglo, y el cambio al keynesianismo fue difícil. Los economistas que contradecían la ley, que deducían que el subempleo y la falta de inversión (junto con el exceso de ahorro) eran negativos, corrían el riesgo de perder sus carreras.
La Teoría General de Keynes se publicó en 1936 y provocó una considerable controversia, pero según el profesor Gordon Fletcher rápidamente conquistó la opinión profesional.

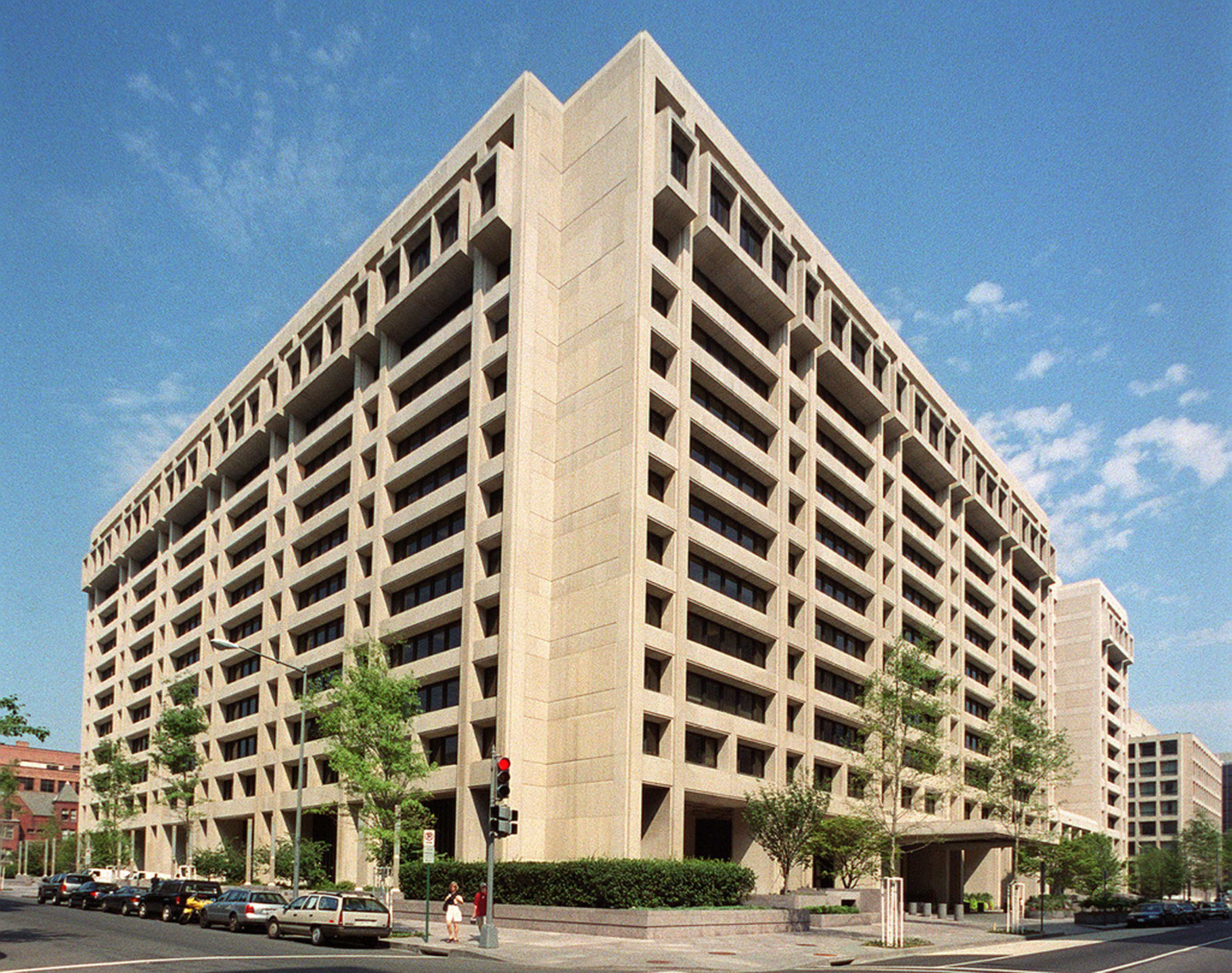
International Monetary Fund. Washington

Para el biógrafo Robert Skidelsky, la Teoría General desencadenó una reacción masiva inmediatamente después de su lanzamiento, con extensas revisiones en revistas y periódicos populares de todo el mundo. Si bien muchos académicos fueron críticos, incluso los críticos más duros reconocieron que era un desafío intelectual. Al igual que con otras revoluciones teóricas, los jóvenes fueron más receptivos que algunos economistas más antiguos que nunca aceptaron completamente el trabajo de Keynes, pero en 1939 la opinión de Keynes había ganado gran ascendencia tanto en Gran Bretaña como en los EE. UU.

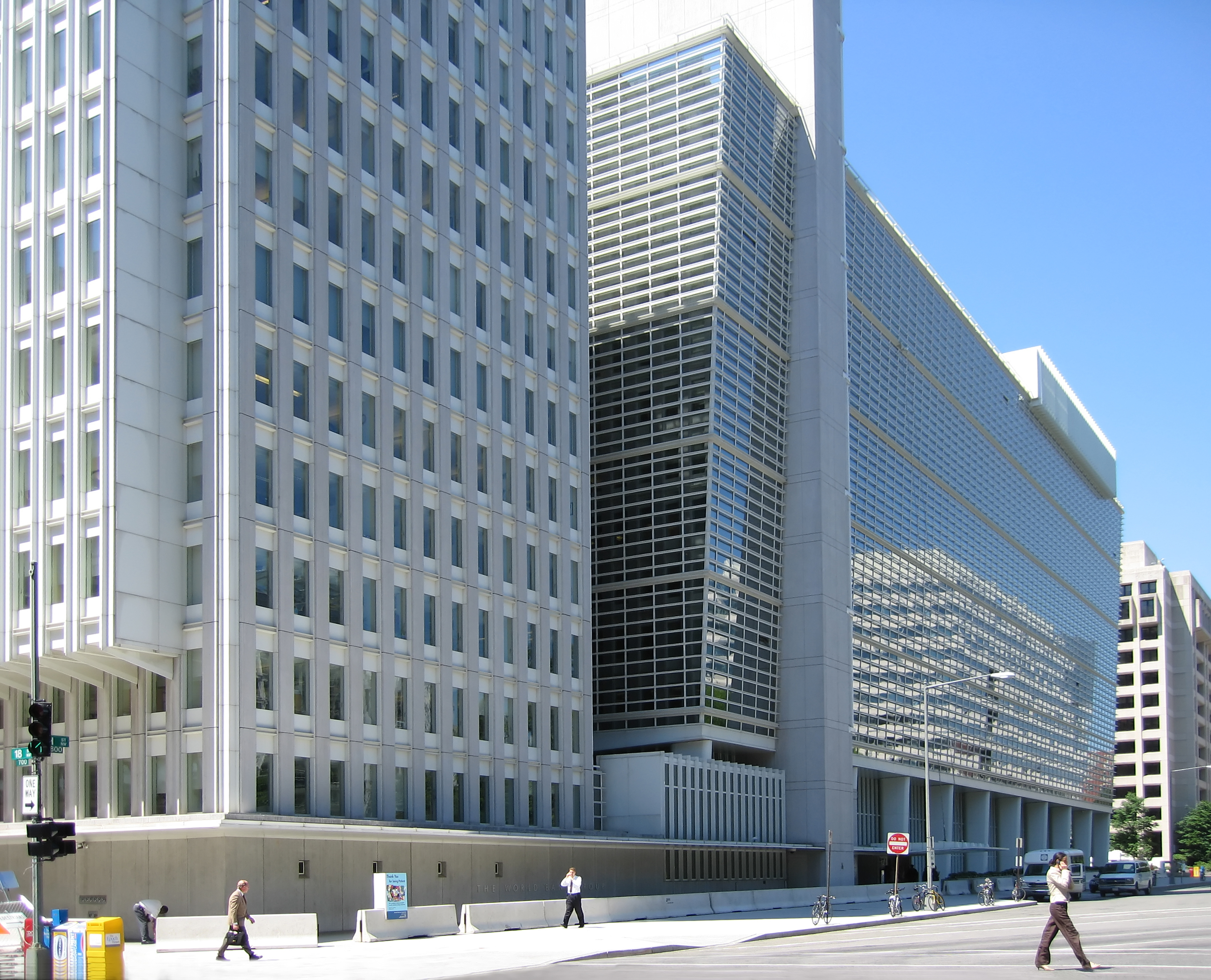
World Bank building. Washington

De acuerdo con Murray Rothbard, un economista de la Escuela Austriaca fuertemente opuesto a Keynes:
"La teoría general era, al menos en el corto plazo, uno de los libros más deslumbrantes y exitosos de todos los tiempos. En unos pocos años, su teoría "revolucionaria" había conquistado la profesión de economía y pronto había transformado la política pública, mientras que la economía anticuada fue barrida, no honrada y quedó olvidada en el basurero de la historia."
Rothbard continúa describiendo que a fines de la década de 1930 cada uno de los seguidores de Friedrich Hayek en la LSE estaba convencido por las ideas de Keynes y eran economistas que se habían opuesto previamente a la defensa de Keynes de la intervención estatal en la economía.
A pesar del éxito temprano de Keynes, el efecto revolucionario en la economía teórica pronto disminuyó. Desde finales de la década de 1930, un proceso comenzó a reconciliar la Teoría General con las formas clásicas de ver la economía, desarrollos que incluían la economía Neokeynesiana y la posterior economía keynesiana.
Dennis Robertson, a quien Fletcher describió como el crítico intelectual más formidable de Keynes, abogó por una forma alternativa en los albores de la revolución. Este punto de vista sostenía que la gran excitación desencadenada por la Teoría General no se justificaba: que las ideas genuinamente nuevas presentadas eran sobrestimadas y no respaldadas por la evidencia, mientras que las ideas verificables eran meramente principios bien establecidos vestidos de maneras nuevas. Según Hyman Minsky, esta posición finalmente se convirtió en dominante en la academia convencional, aunque de ninguna manera es indiscutible.

## Influencia en la Política Económica

### Contra el desempleo masivo. 1930-1942

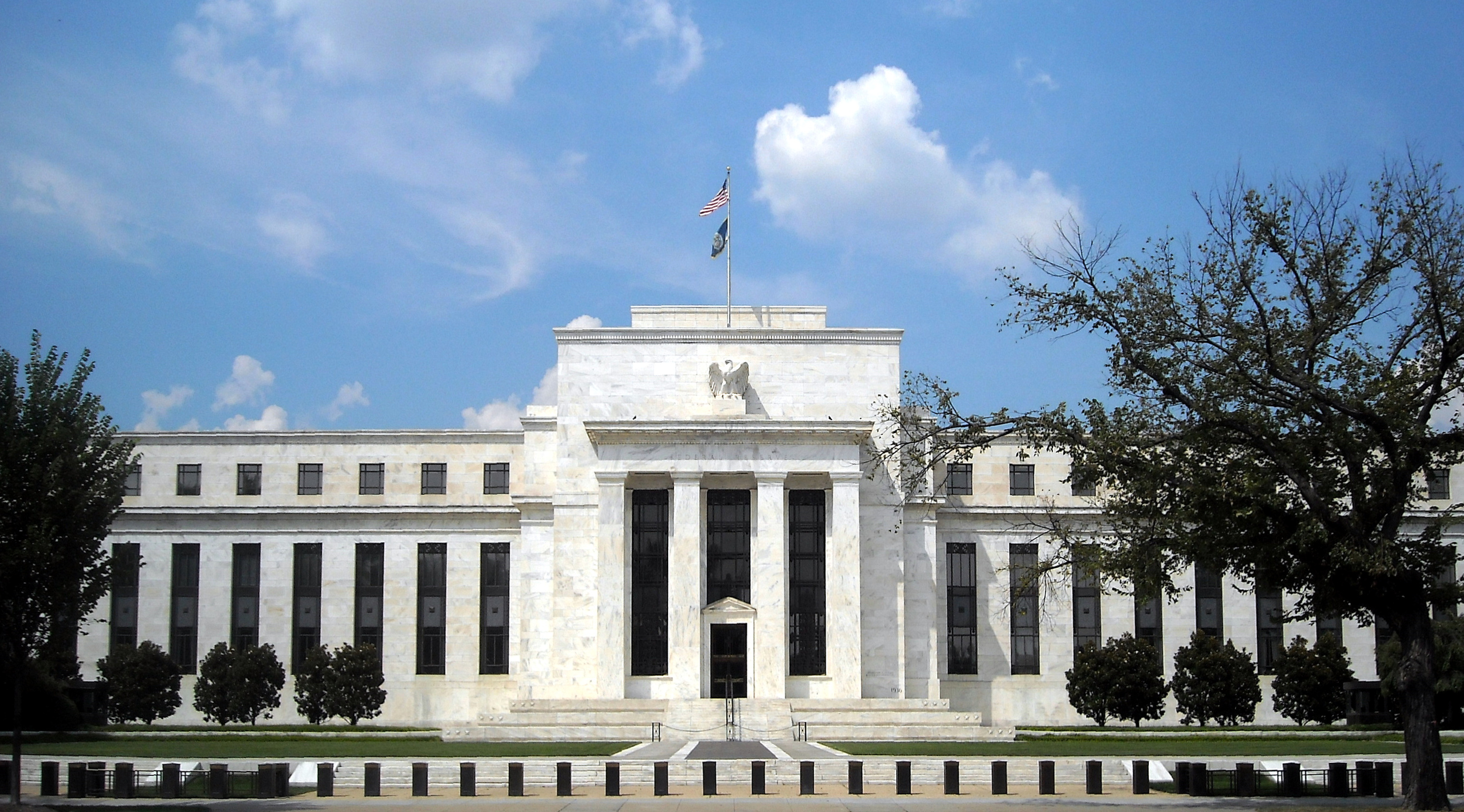
Federal Reserve Board Building. Washington

Si bien se presta mucha atención al impacto en la economía académica, la revolución también tuvo una dimensión práctica. Influyó en los tomadores de decisiones de los gobiernos, los bancos centrales y las instituciones globales como el Fondo Monetario Internacional (FMI). Según Lord Skidelsky, la revolución comenzó en términos de formulación de políticas ya en diciembre de 1930, con la participación de Keynes en el Comité Macmillan de Finanzas e Industria. El Comité se formó para hacer recomendaciones políticas para la recuperación económica de Gran Bretaña. Aunque los planes de Keynes para una respuesta intervencionista fueron rechazados, logró convencer al gobierno de que la concepción clásica  que los salarios bajarían junto con los precios y ayudarían a restaurar el empleo después de un la recesión era incorrecta.

El primer gobierno en adoptar políticas keynesianas de gestión de la demanda fue Suecia en la década de 1930. Keynes tuvo cierta influencia en el New Deal de 1933-1936 del presidente Roosevelt, aunque este paquete no fue tan radical ni sostenido como Keynes había deseado. 

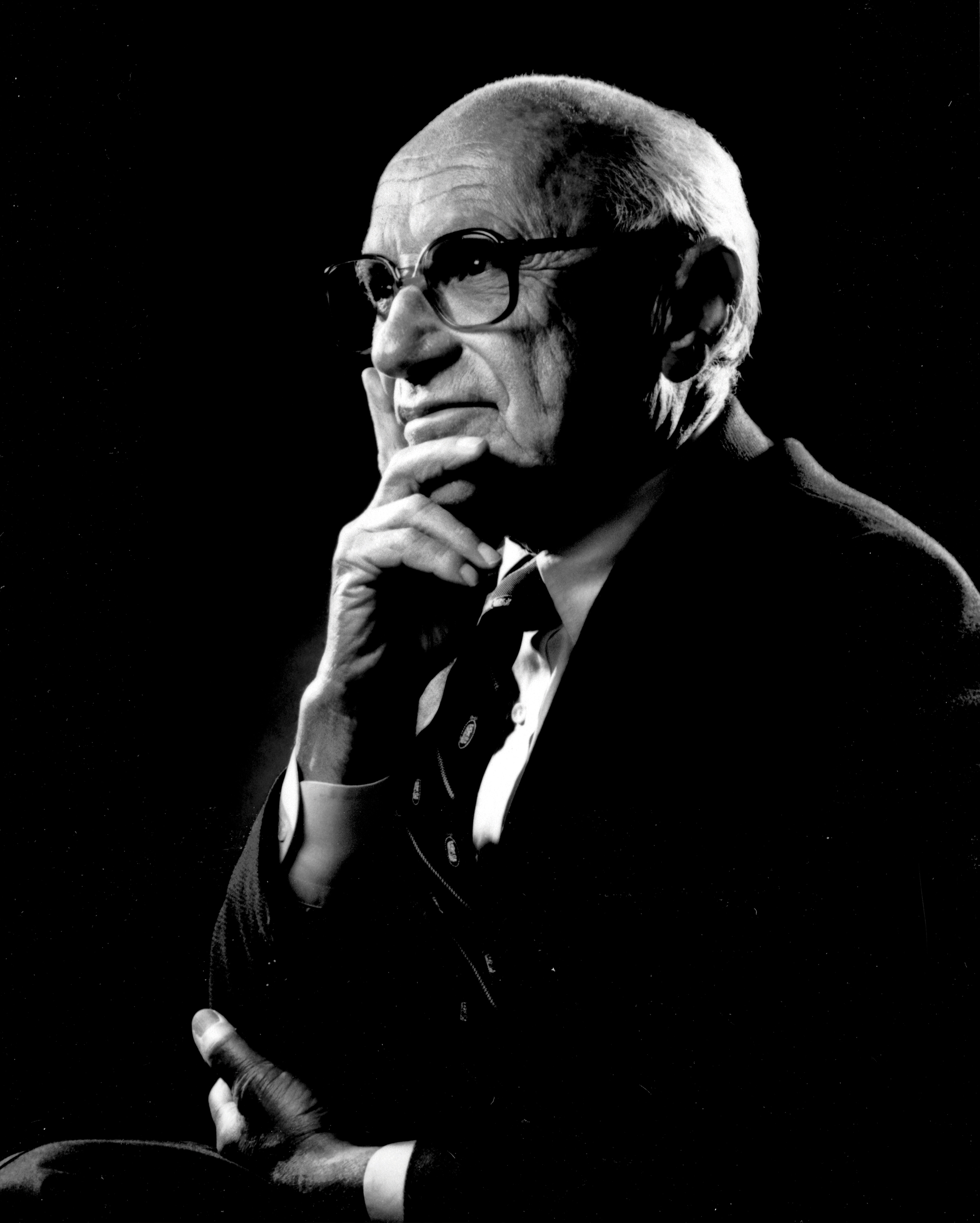
Milton Friedman

### Era Keynes. 1939-1980
Después de 1939, las ideas de Keynes se adoptaron a fines de la década de 1940, la de 1950 y la mayor parte de la década de 1960, este período se conoce como la Edad de Oro del capitalismo y la Era de Keynes.
El profesor Gordon Fletcher afirmó que la Teoría General de Keynes proporcionaba una justificación conceptual para las políticas de intervención gubernamental en asuntos económicos de la que carecían de las teorías económicas establecidas de la época, inmensamente significativa ya que, a falta de un fundamento teórico adecuado, existía el peligro de que las políticas ad hoc de intervención moderada serían superada por soluciones extremistas, como ya había sucedido en gran parte de Europa en la década de 1930 antes de que se lanzara la revolución.

### Predominio monetarista y la nueva economía clásica 1979-1999

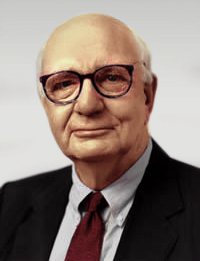
Paul Volcker.

Desde finales de los años sesenta, la influencia de Keynes se vio desplazada tras el éxito de los esfuerzos "contrarrevolucionarios" de economistas como Milton Friedman, una figura destacada del monetarismo, y de Friedrich Hayek, de la Escuela Austriaca, que se vio desatada por la estanflación de los años setenta. Una serie de eventos que contribuyeron a esta situación económica incluyeron la imposición por Richard Nixon de controles salariales y de precios el 15 de agosto de 1971 y la cancelación unilateral del sistema de Bretton Woods en 1972, el cese de la convertibilidad directa del dólar estadounidense al oro, así como la crisis del petróleo de 1973 y la recesión que siguió.
En 1976, Robert Lucas, de la escuela de economía de Chicago, presentó la crítica de Lucas, que cuestionaba la lógica detrás de la formulación de políticas macroeconómicas keynesianas. La nueva economía clásica se convirtió en la escuela dominante en macroeconomía. A mediados de la década de 1970, los responsables de las políticas comenzaron a perder su confianza en la efectividad de la intervención del gobierno en la economía. En 1979, la elección de Margaret Thatcher como primera ministra trajo el monetarismo a la política económica británica. En los EE. UU., la Reserva Federal bajo Paul Volcker adoptó políticas similares de ajuste monetario para controlar la inflación.
En el mundo de la formulación de políticas prácticas en oposición a la economía como una disciplina académica, los experimentos monetaristas en los Estados Unidos y el Reino Unido a principios de la década de 1980 fueron el pináculo del antikeynesiano y el aumento de la influencia de la competencia perfecta. La forma fuerte de monetarismo que se estaba probando en ese momento afirmaba que la política fiscal no tiene efecto, y que la política monetaria solo debería tratar de atender al suministro de dinero para controlar la inflación, sin intentar controlar las tasas de interés reales. Esto contrastaba con la opinión keynesiana de que la política monetaria debería controlar a las tasas de interés, que según ella podía influir en el desempleo.
El monetarismo logró reducir la inflación, pero a costa de tasas de desempleo superiores al 10%, causando la recesión más profunda que se observa en los países desarrollados desde el final de la Gran Depresión y las graves crisis de deuda en el mundo en desarrollo. Contrariamente a las predicciones monetaristas, la relación entre el suministro de dinero y el nivel de precios resultó poco confiable a corto y mediano plazo. Otra predicción monetarista no confirmada en la práctica fue que la velocidad de circulación del dinero no se mantuvo constante, de hecho, se redujo drásticamente. La Reserva Federal de los EE. UU. comenzó a aumentar el suministro de dinero por encima de los umbrales recomendados por los monetaristas sin efecto sobre la inflación, y descartó el monetarismo en 1984 y el Banco de Inglaterra en octubre de 1985.

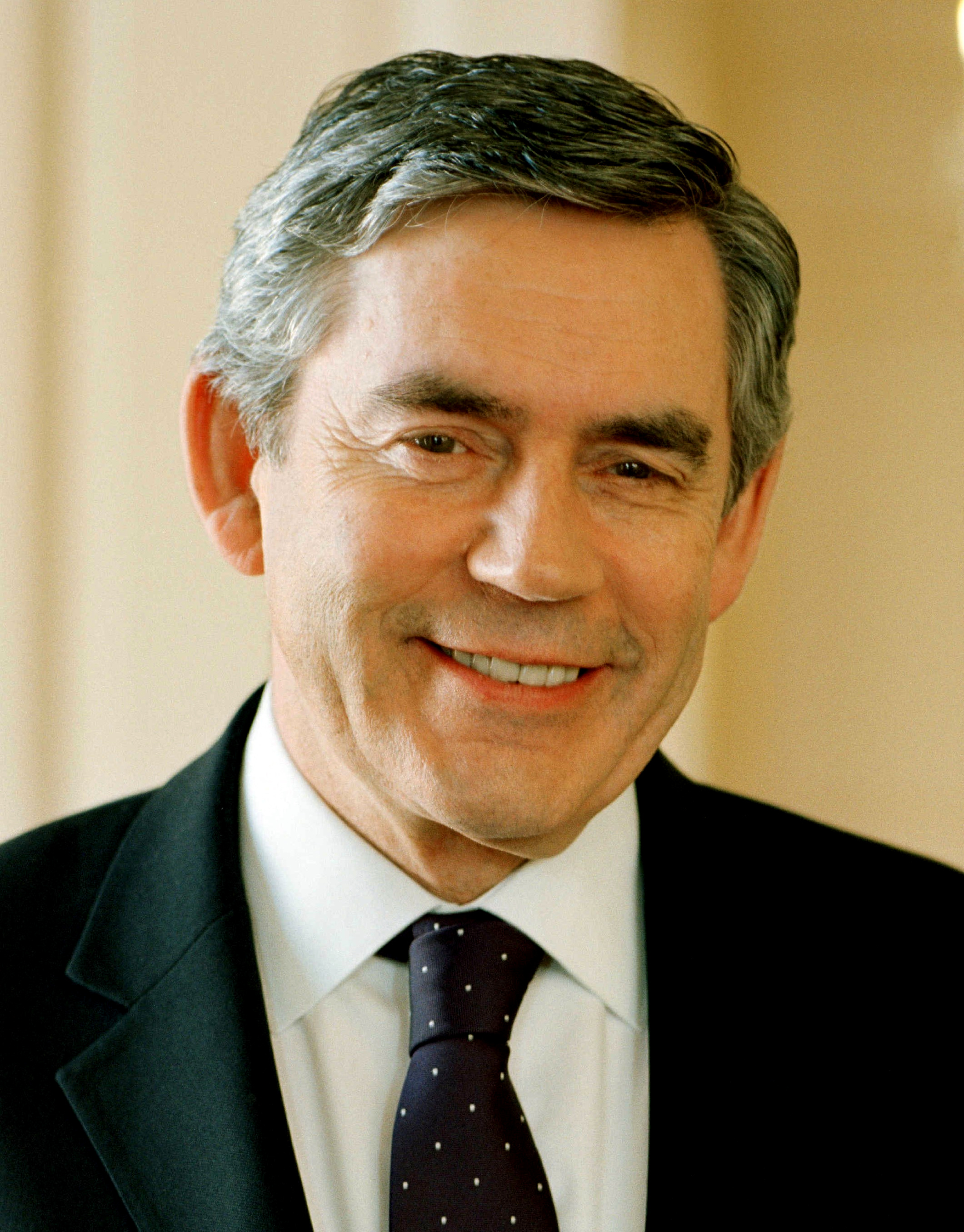
Gordon Brown

### Contracorriente keynesiana. 1999-2007
Para 1999, la crisis financiera asiática de 1997 y la dura respuesta del Fondo Monetario Internacional (FMI) ya habían causado que las políticas de libre mercado se desacreditaran al menos parcialmente a los ojos de los responsables de la formulación de políticas del mundo en desarrollo. El mundo en desarrollo en general dejó de registrar déficits de cuenta corriente en 1999, en gran parte como resultado de las intervenciones gubernamentales para devaluar las monedas de los países, lo que ayudaría a crear reservas extranjeras para protegerlas contra crisis futuras y ayudarlas a disfrutar del crecimiento impulsado por las exportaciones.
Para las economías avanzadas, aunque se habló mucho de reformar el sistema financiero internacional después de la crisis asiática, no fue hasta el crash del mercado de la burbuja de las puntocom del 2000 que hubo un alejamiento significativo de las políticas de libre mercado. En Estados Unidos hubo un retorno por parte del gobierno de George W. Bush a una forma moderada de política keynesiana, con tasas de interés reducidas para aliviar el desempleo y evitar la recesión, junto con una forma de intervención fiscal con recortes fiscales de emergencia para impulsar el gasto. En Gran Bretaña, el Canciller del Exchequer, Gordon Brown, había dejado constancia de que "el verdadero desafío era interpretar las ideas de Keynes para el mundo moderno".
Sin embargo, los formuladores de políticas estadounidenses y británicos continuaron ignorando muchos elementos del pensamiento keynesiano, como la recomendación de evitar grandes desequilibrios comerciales y reducir los déficits públicos en los años de auge. No hubo un retorno global general a la economía keynesiana en los primeros 8 años de la década de 2000. La política europea se volvió un poco más intervencionista después del comienzo del siglo XXI, pero el cambio en la dirección keynesiana fue menor que en el caso de EE. UU. y el Reino Unido. Sin embargo, los europeos continentales no habían abrazado generalmente el pensamiento de libre mercado tan sinceramente como lo había hecho el mundo de habla inglesa en los años ochenta y noventa. Japón había estado utilizando políticas keynesianas moderadas en la década de los noventa, y cambió al neoliberalismo con el gobierno de Junichirō Koizumi en 2001-06.
Para la primera mitad de la década de 2000, las influencias del mercado libre se mantuvieron fuertes en poderosas instituciones normativas como el Banco Mundial, el FMI y en prominentes medios de opinión como el Financial Times y The Economist. La opinión del Consenso de Washington de que los desequilibrios de cuenta corriente no importaban continuó incluso frente a un déficit estadounidense cada vez mayor, y la opinión académica predominante solo tiene la opinión de que los desequilibrios son insostenibles sobre el año 2007. Otra opinión antikeynesiana notable que siguió siendo dominante en los círculos de formulación de políticas de los Estados Unidos y el Reino Unido fue la idea de que los mercados funcionan mejor si no están regulados.

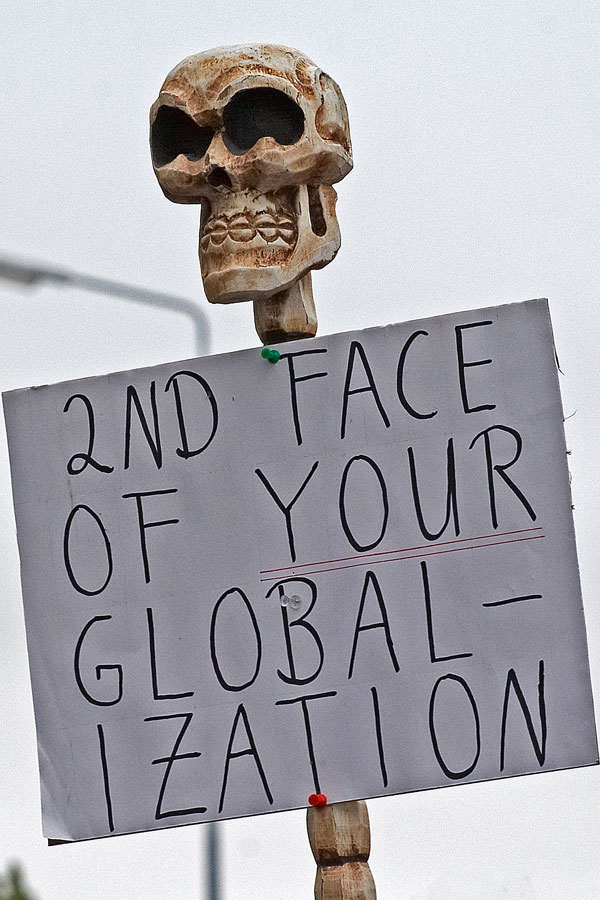
Protesta Antiglobalización en Rostock. 2. 6. 2007

En el mundo de la opinión popular, hubo un aumento en la oposición vocal pero minoritaria al crudo mercado libre, con protestas antiglobalización cada vez más notorias después de 1998. Para 2007, había habido superventas promoviendo la economía keynesiana o al menos políticas mixtas: The Shock Doctrine de Naomi Klein y Currency Wars de Song Hongbing.

## Resurgimiento keynesiano posterior a 2008
Tras las crisis financieras de 2008, los responsables de las políticas han reavivado el pensamiento keynesiano a favor de una intervención gubernamental sólida, que el Financial Times describió como una "sorprendente inversión de la ortodoxia de las últimas décadas". Casi 80 años después, en 2009, las ideas de Keynes volvieron a ser una inspiración central para la respuesta global a la crisis financiera de 2007-2010.

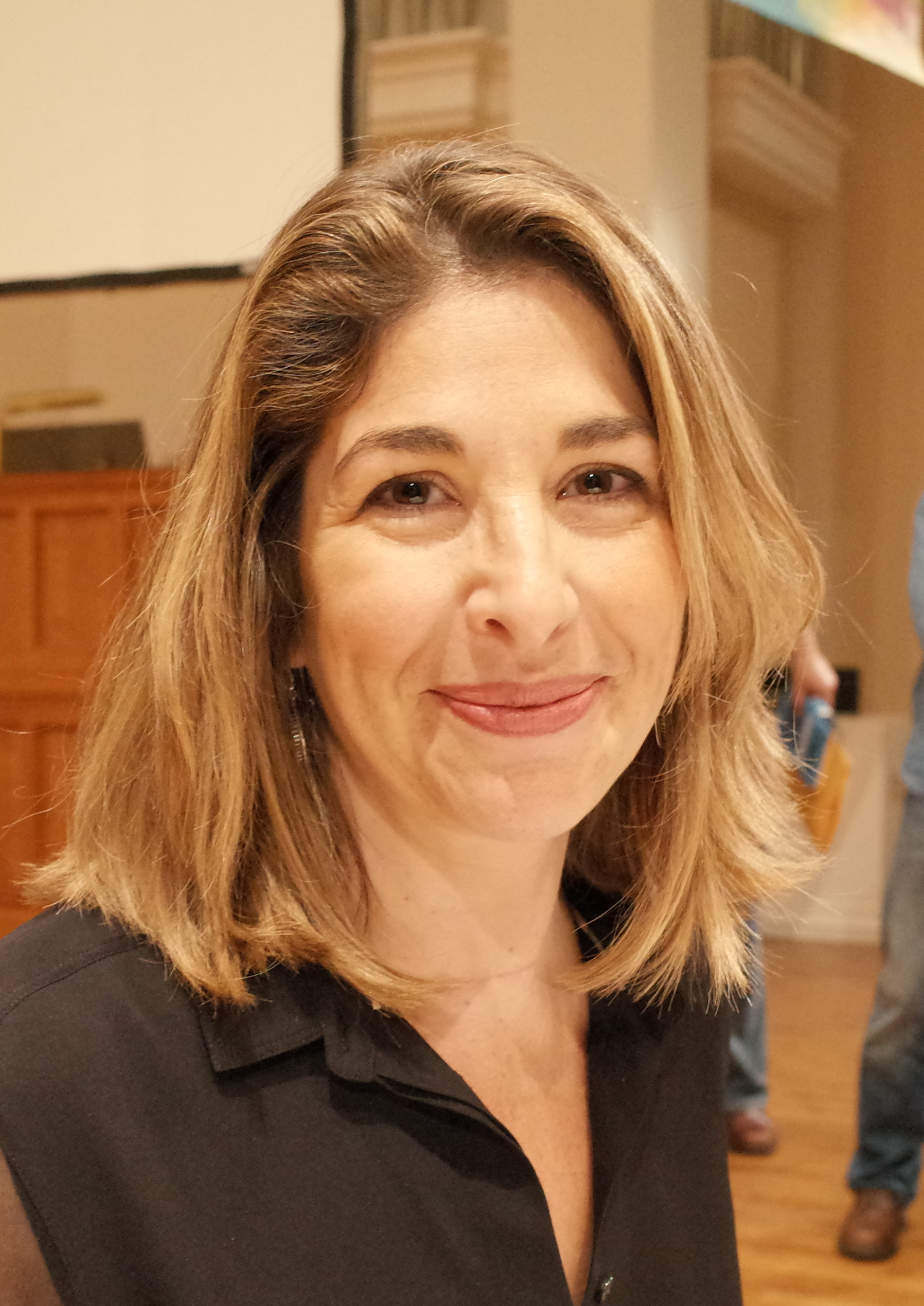
Naomi Klein. Berkeley, California, en 2014

En 2008, se produjo un rápido cambio de opinión entre muchos prominentes economistas a favor del estímulo keynesiano, y, a partir de octubre, los responsables políticos comenzaron a anunciar importantes paquetes de estímulo, con la esperanza de evitar la posibilidad de una depresión global. A principios de 2009 hubo una amplia aceptación entre los responsables de la política económica mundial sobre la necesidad de un estímulo fiscal. Sin embargo, a fines de 2009, el consenso entre los economistas comenzó a desmoronarse. En 2010, con una depresión evitada pero el desempleo en muchos países todavía era elevado, los responsables de las políticas en general decidieron no tomar más medidas de estímulo fiscal, y varios mencionaron preocupaciones sobre la deuda pública como justificación. La política monetaria no convencional siguió utilizándose en los intentos de aumentar la actividad económica. Para 2016, había aumentado la preocupación de que la política monetaria estaba llegando al límite de su efectividad, y varios países comenzaron a regresar al estímulo fiscal.

## Articulación del resurgimiento keynesiano
Tras la crisis financiera de 2007-08 y la búsqueda de una salida a la crisis, un movimiento mundial hacia el financiamiento del déficit keynesiano y el resurgimiento general de las políticas keynesianas dio como resultado un nuevo consenso económico, que implicó una revaluación o incluso una reversión de los juicios sobre una serie de temas. El punto de vista keynesiano que más atención ha recibido ha sido el estímulo fiscal, aplicado por numerosos estados como respuesta a la Gran Recesión. El director gerente del FMI, Dominique Strauss-Kahn, abogó por el estímulo fiscal mundial ya en enero de 2008.
Gordon Brown creó apoyo para el estímulo fiscal entre los líderes mundiales en la Asamblea General de la ONU de septiembre, y luego aseguró el acuerdo de George Bush para la primera cumbre de líderes del G20. A finales de 2008 y 2009, los paquetes de estímulo fiscal se lanzaron ampliamente en todo el mundo, con paquetes en los países del G20 con un promedio de alrededor del 2% del PIB, con una proporción de gasto público a recortes impositivos de aproximadamente 2:1. El estímulo en Europa fue notablemente más pequeño que en los grandes países del G20 en otros lugares.
Otras áreas donde la opinión ha cambiado hacia una perspectiva keynesiana incluyen:
- Desequilibrios comerciales globales. Keynes dio gran importancia a evitar grandes déficits comerciales o superávits, pero luego del desplazamiento keynesiano, una visión influyente en Occidente fue que los gobiernos no deben preocuparse por ellos. Desde finales de 2008, los desequilibrios son una vez más ampliamente vistos como un área que preocupa al gobierno.[39] En octubre de 2010, EE. UU. Sugirió un posible plan para abordar los desequilibrios mundiales, con objetivos para limitar los superávits en cuenta corriente similares a los propuestos por Keynes en Bretton Woods.[40]
- Controles de capital. Keynes apoyó fuertemente el uso de controles para frenar el movimiento internacional de capital, especialmente los flujos especulativos a corto plazo, pero en los años setenta y ochenta, la opinión de los economistas e instituciones occidentales se opuso firmemente a ellos. Durante 2009 y 2010, los controles de capital una vez más llegaron a ser vistos como una parte aceptable de un conjunto de herramientas de política macroeconómica del gobierno, aunque instituciones como el FMI todavía advierten contra el uso excesivo.[41] En contraste con las políticas de estímulo, la opinión a favor de los controles de capital todavía tenía el impulso a fines de 2012.[42][43]

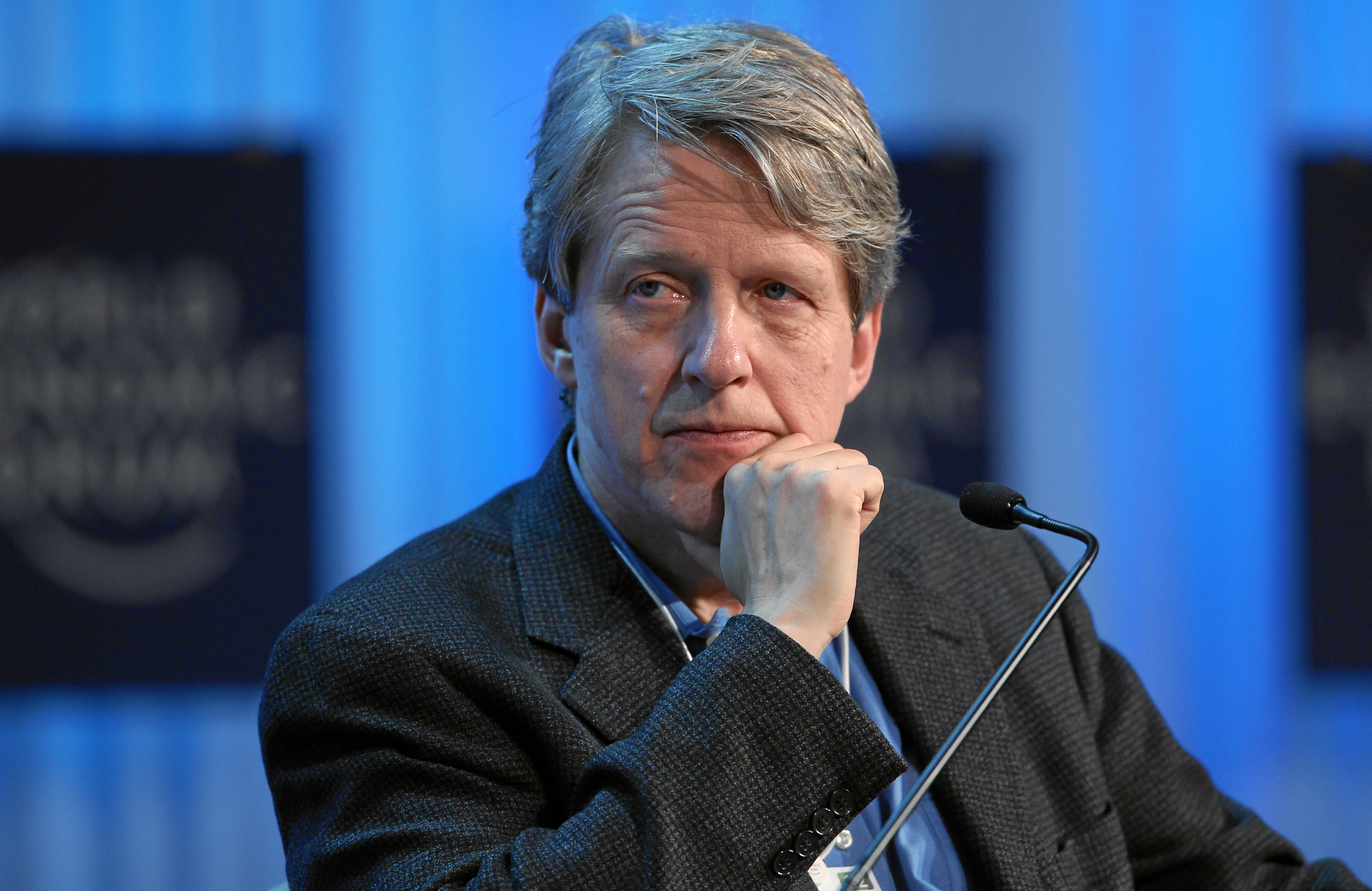
Robert Shiller - World Economic Forum Annual Meeting 2012

- Robert Shiller - World Economic Forum Annual Meeting 2012Escepticismo sobre el papel de las matemáticas en la economía académica y en la toma de decisiones económicas. A pesar de su título en matemáticas, Keynes se mantuvo escéptico sobre la utilidad de los modelos matemáticos para resolver problemas económicos. Las matemáticas, sin embargo, se volvieron cada vez más centrales para la economía incluso durante la carrera de Keynes, y aún más en las décadas posteriores a su muerte. Mientras que el resurgimiento keynesiano no ha visto una reversión general de la opinión sobre la utilidad de las matemáticas complejas. Excepto en el campo de la Teoría de juegos, ha habido numerosas peticiones de una ampliación de la economía para hacer un mayor uso de las disciplinas distintas de las matemáticas. En las esferas prácticas de la banca y las finanzas, ha habido advertencias en contra de la dependencia excesiva en los modelos matemáticos, que se han mantenido como una de las causas contribuyentes de las crisis de 2008-09.[44]

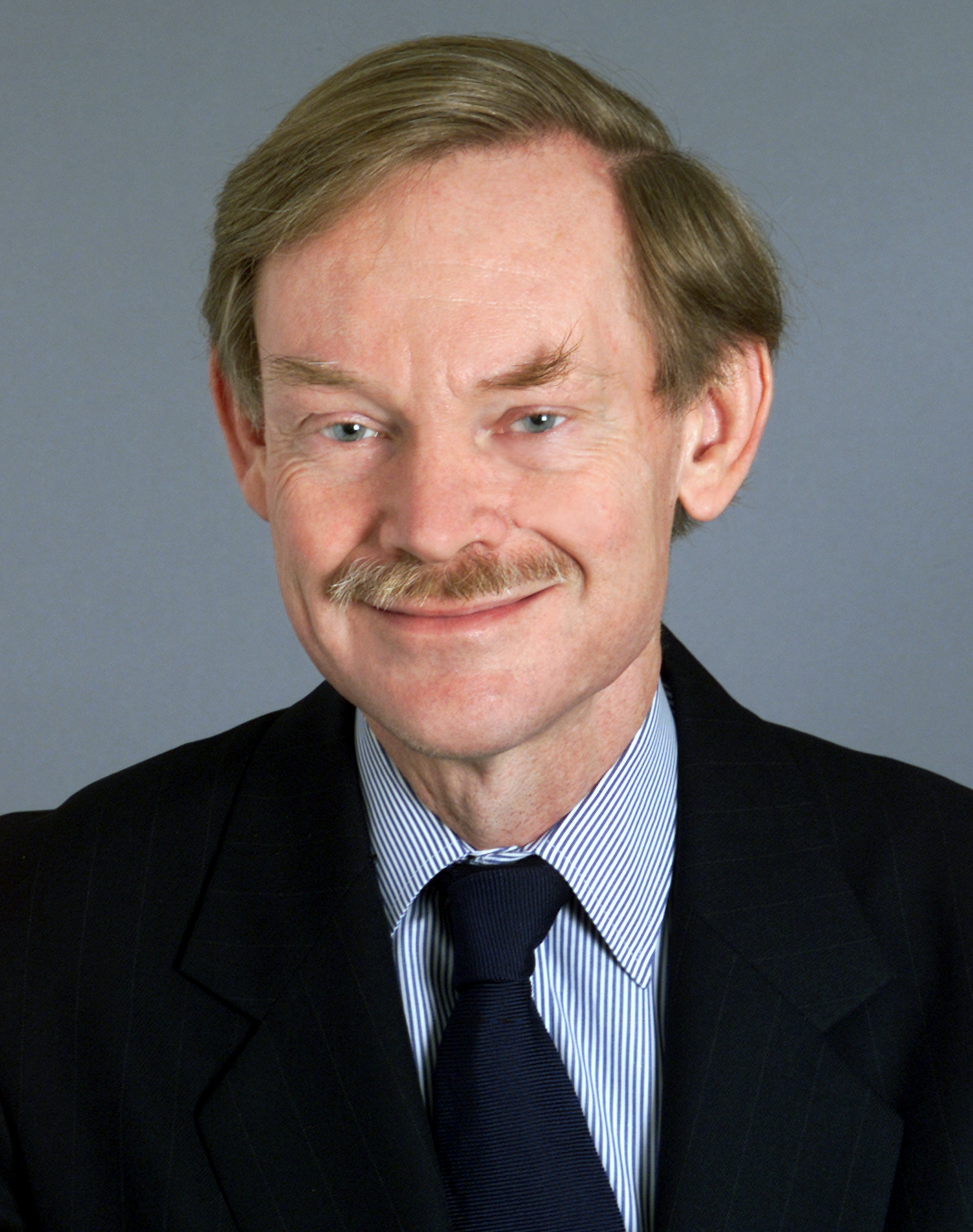
Zoellick, Robert

En marzo de 2008, el destacado periodista Martin Wolf, comentarista jefe de economía del Financial Times, anunció la muerte del sueño del capitalismo global de libre mercado, y citó a Josef Ackermann, director ejecutivo de Deutsche Bank, diciendo "ya no creer en el poder de autocuración del mercado ". Poco después, el economista Robert J. Shiller comenzó a abogar por una fuerte intervención del gobierno para enfrentar la crisis financiera, citando a Keynes. El macro economista James K. Galbraith usó la 25ª Conferencia Milton Friedman para lanzar un ataque radical contra el consenso de la economía monetarista y argumentó que la economía keynesiana era mucho más relevante para enfrentar las crisis emergentes.
Muchas discusiones entre los legisladores reflejaron la defensa de Keynes de la coordinación internacional del estímulo fiscal o monetario, y de las instituciones económicas internacionales como el FMI y el Banco Mundial, que había ayudado a crear en Bretton Woods en 1944, y que muchos argumentaron que deberían reformarse en un "nuevo Bretton Woods". Esto fue evidente en las reuniones del G20 y APEC en Washington D. C. y Lima, Perú en noviembre de 2008, y en reducciones coordinadas de las tasas de interés en muchos países en noviembre y diciembre de 2008. Economistas y líderes políticos del FMI y las Naciones Unidas como Gordon Brown abogaron por un enfoque internacional coordinado para el estímulo fiscal.
El presidente del Banco Mundial, Robert Zoellick, abogó porque todos los países desarrollados asignen el 0,7% de su paquete de estímulo a un fondo de vulnerabilidad para ayudar a los países en desarrollo. Donald Markwell y otros argumentaron que la ausencia de un enfoque internacional eficaz en el espíritu de Keynes pondría en riesgo el retorno a las causas económicas del conflicto internacional, que Keynes identificó en la década de 1930.

Barack Obama

La primera nación en anunciar un estímulo fiscal sustancial fue Gran Bretaña, y el canciller Alistair Darling se refirió a Keynes cuando reveló planes de estímulo fiscal para evitar los peores efectos de la recesión. Estas medidas fueron descritas más tarde por Ed Balls como la primera vez que un gobierno británico de posguerra pudo enfrentar una recesión con una "respuesta keynesiana clásica". En su autobiografía publicada en 2011, Darling relata cómo su respuesta a la crisis fue "influenciada enormemente por el pensamiento de Keynes, de hecho, al igual que la mayoría de los otros gobiernos".
En un discurso pronunciado el 8 de enero de 2009, el presidente electo Barack Obama dio a conocer un plan para un amplio gasto interno para combatir la recesión, lo que refleja aún más el pensamiento keynesiano. El plan fue firmado por él el 17 de febrero de 2009.
El 21 de enero de 2010, la Regla Volcker fue respaldada por el presidente Obama. Fue una propuesta del economista estadounidense Paul Volcker para restringir a los bancos de realizar inversiones especulativas que no benefician a sus clientes. Volcker había argumentado que tal actividad especulativa jugó un papel clave en la reciente crisis financiera mundial.
Un renovado interés en las ideas keynesianas no se limitó a los países occidentales y los planes de estímulo fueron una respuesta común a la crisis de las naciones de todo el mundo. Los paquetes de estímulo en Asia estaban a la par con los de Europa y América. En un discurso pronunciado en marzo de 2009 titulado Reforma del sistema monetario internacional, Zhou Xiaochuan, el gobernador del Banco Popular de China, revivió la idea de Keynes de una moneda de reserva global administrada centralmente. El Dr. Zhou argumentó que era desafortunado que la propuesta de banco de Keynes no fuera aceptada en Bretton Woods en la década de 1940. Argumentó que las monedas nacionales no eran aptas para usar como monedas de reserva globales como resultado del dilema de Triffin: la dificultad que enfrentan los emisores de monedas de reserva para tratar simultáneamente de alcanzar sus objetivos de política monetaria interna y satisfacer la demanda de divisas de otros países. Zhou propuso un movimiento gradual hacia la adopción de los derechos especiales de giro (DEG) del FMI como moneda de reserva mundial administrada centralmente. De la opinión de Zhou se hizo eco en junio de 2009 el FMI y en septiembre fue descrita por el Financial Times como la declaración más audaz del año proveniente de China.